# サラソータ・ブレーデントン国際空港
サラソータ・ブレーデントン国際空港は、アメリカ合衆国フロリダ州にある空港。

## 歴史

### 開業前
この空港が建設される前は、ブレーデントンのブレーデントン空港とサラソータのロウフィールドという独自の飛行場があった。ロウフィールドは1929年に開業したサラソータで最初の市営空港であり、1937年にはナショナル航空が旅客運送を開始した。1942年にはサラソータ・ブレーデントン空港も開業した。第二次世界大戦中には、ロウフィールドは民間航空哨戒隊によって使用されたが、戦後、所有者が土地を売却した1961年まで運営を続けた。

### 戦後
ナショナル航空は、1947年までにロウフィールドから運航されていた路線をこの空港から発着させた。なお、がん研究機関のジャクソン・メモリアル・ラボラトリーズが、空港敷地内に研究所を設立することを計画したが、詳細は不明。
1956年からは国際空港を名乗り、サラソタ・ブレーデントン国際空港として知られるようになった。1958年8月18日にポール・ルドルフと地元で有名な建築家ジョン・クロムウェルが設計したターミナルビルの建設が始まり、翌年5月2日に開業した。また、イースタン航空は1961年1月に就航し、航空郵便サービスも行った。
COVID-19のパンデミックの影響を少ししか受けず、新たに就航する便が多く設定され、エリートエアウェイズは、2021年7月2日にホワイトプレーンズ、マーサズヴィニヤード、ナンタケット、ポートランドへの直行便を開始し、運航を拡大した。2021年の乗客数はパンデミック前よりも70%増加し、1990年に記録した1年間の旅客輸送記録は8か月で破られた。

## 構造

### ターミナル
ターミナルは１つで、2つのコンコースに18 のゲートがある。
- コンコースAには5つのゲート(ゲートA4-A8)がある。コンコースAは、ターミナルの西側にある地上のコンコースです。アレジアントエアのみが使用。[6]
- コンコースBには13のゲート(ゲートB1-B12、B14)があります。コンコースBはターミナルの中央、2階にあり、アレジアントエア以外のすべての航空会社が利用している[7]。

ターミナルは1989年10月29日に開業した。2023年3月27日には大規模拡張工事に着工し、2025年1月には新たなコンコースAが開業した。コンコースAとして知られる新しいコンコースは、5つのゲート、バー、カフェ、レストラン、マーケットプレイスがあり、コンコースAの追加により、乗客定員は250万人増加すると見込まれている。

## 就航会社、空港
この空港からは国際線 1路線、国内線 97路線が運航されている

### 国際線
ピアソン線

### 運行会社
- アメリカン航空
- ユナイテッド航空
- デルタ航空
- サウスウェスト航空
- アレジアントエア
- フロンティア航空
- ジェットブルー
- サンカントリー航空
- ブリーズエアウェイズ
- アべロエア
- フライGTA・エアラインズ
- エアカナダ